# Orchestia ochotensis
Orchestia ochotensis är en kräftdjursart. Orchestia ochotensis ingår i släktet Orchestia och familjen tångloppor. Inga underarter finns listade i Catalogue of Life.